# 豆腐ラーメン

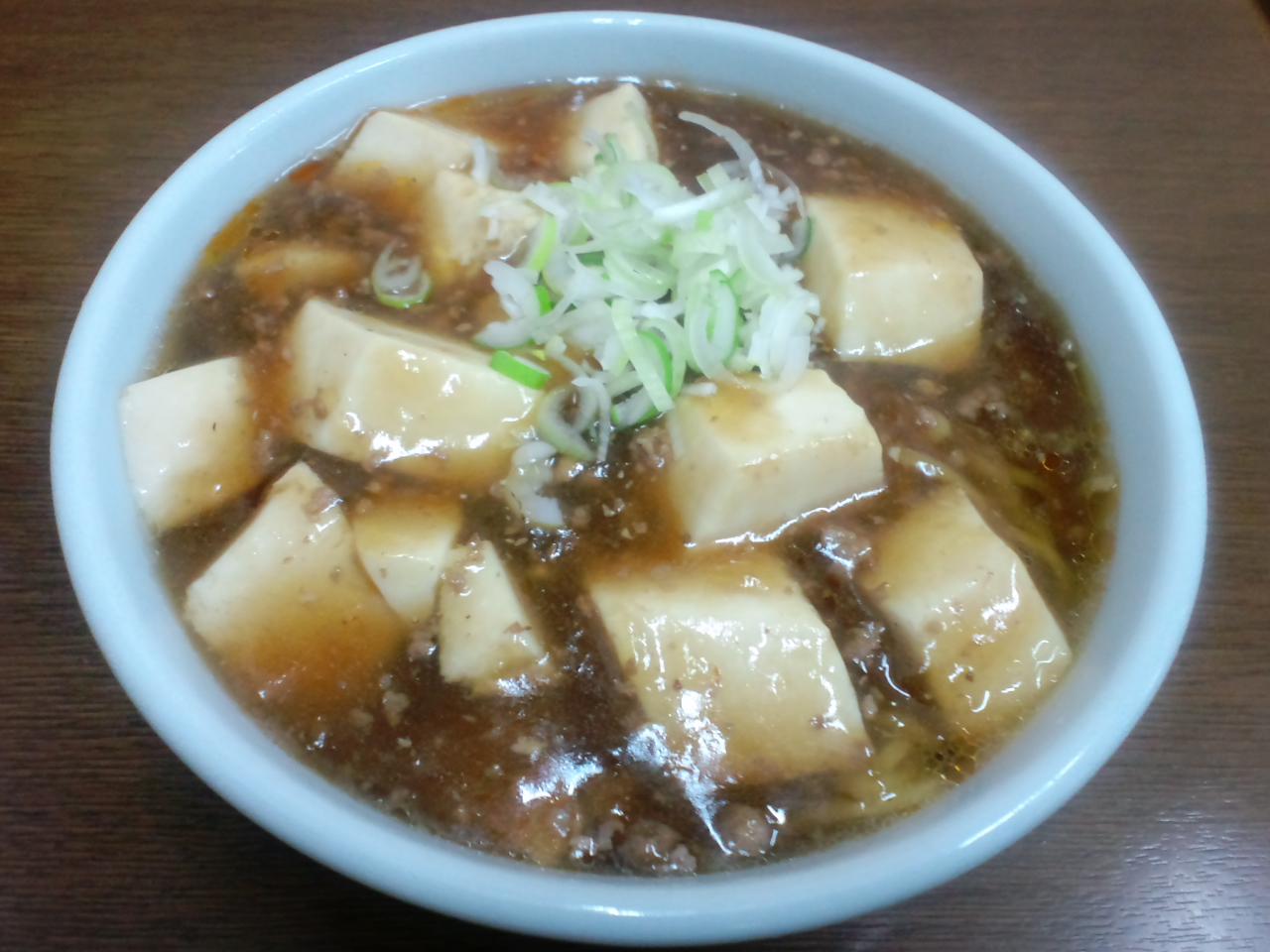

豆腐ラーメン（とーふらーめん）は、豆腐とひき肉の醤油餡をかけたラーメンで、埼玉県岩槻市(現・岩槻区)発祥で現在さいたま市(岩槻区・桜区)のご当地グルメである。
埼玉B級ご当地グルメ王決定戦において、さいたま市代表として「さいたま豆腐ラーメン」で出場して優勝した事もある。だが現在、豆腐ラーメンは各店の店主(調理人)が高齢化のため、消滅の危機にある。

## 特徴
鶏がらなどで出汁をとったあっさりスープの醤油ラーメンの上に、ひし形に切った絹豆腐と挽肉の醤油ベースの餡がたっぷりかかった麺料理である。餡は見た目は麻婆豆腐に見えるが辛さはそんなになく、子供からお年寄りまで幅広く食べられる豆腐餡かけが、このラーメンの特徴である。

## 歴史
合併前の埼玉県岩槻市の時代、岩槻公園（現・岩槻城址公園〈いわつきじょうしこうえん〉）内の岩槻市立福祉会館（現・さいたま市民会館いわつき）で営業する「レストラン大手門（現・食堂大手門）」で、1970年(昭和45年)当時中華部門のコックとして勤めていた髙木利三（たかぎ としみ）が、前の職場から賄いとして考えた豆腐を使いラーメンに合った味で作ったラーメンを、レストランの創業者で先代の社長であった荒木章三が昼食に食してみたところ非常に気に入り、荒木の一声でメニューに加わったと言う。当時は「豆腐そば」と言っており、ひし形の豆腐餡かけの上にネギだけとシンプルなトッピングであった。
豆腐そばが人気になった事で、当時の岩槻市内の様々な店で出されるほどになった。やがて、このレストランに勤めていたコック達が辞めて与野市（現・さいたま市中央区）に幸楊や岩槻駅近くに蘭蘭などの店を持った。
2008年（平成20年）の第2回埼玉B級ご当地グルメ王決定戦で初出場で優勝しその名が広まった。

## 店
- 考案者の店 トーフラーメン幸楊（こうよう）（さいたま市桜区田島 ・西浦和・田島団地前）

中国料理店で勤めその後レストラン大手門に勤めたときに、前の店で考えた豆腐ラーメンを賄いで作る。その後、1973年(昭和48年)与野市鈴谷と1982年(昭和57年)川越市銀座商店街(現・大正浪漫夢通り)で店を持つがその後中華料理店などに勤め、2002年（平成14年）にさいたま市桜区田島にトーフラーメン幸楊を開店。
考案当時と同じ豆腐餡かけの豆腐ラーメンが食べられる。
店主が膝を痛めたため2022年以降は夜の営業を中止し、昼のみとなっている。
- 発祥の店 食堂大手門（さいたま市岩槻区太田 ・岩槻城址公園・さいたま市民会館いわつき内）

岩槻区民のソウルフード。レストランでは和・洋・中とメニューがあるが、ほとんどの人が豆腐ラーメンを注文。「毎日食べたいラーメン」のコンセプトの下、「体にやさしく、口にやさしく、財布にやさしい」ラーメン界の「癒し系」ラーメン。元祖豆腐ラーメンを名乗っている。
2024年6月頃までは「レストラン大手門」という名称だった。
- 学生に人気の店 とうふらぁめん蘭蘭（らんらん）（さいたま市岩槻区本町 ・岩槻駅近く）

レストラン大手門で勤め1977年（昭和52年）に開店。2005年（平成17年）5月22日に放送された朝日放送の『大改造!!劇的ビフォーアフター』で匠により店舗をリニューアル。二代目店主が病に倒れたため、2023年2月下旬に閉店。
その後、店の跡を受け継いで同年6月に開店した「札幌らーめん慶次」が、蘭蘭店主の味を引き継ぎ数量限定で豆腐ラーメンを出している。
個人店のため味もトッピングも異なる。
このうちレストラン大手門とトーフラーメン幸楊は、共同で「さいたま豆腐ラーメンの会」として、後述する「埼玉B級ご当地グルメ王決定戦」を初めとするグルメイベント・大会などに出場している。両店とも、店舗でのメニュー表記はカタカナの「トーフラーメン」であるが、イベント・大会の時には分かりやすい漢字の「豆腐ラーメン」になる。

## 埼玉B級ご当地グルメ王決定戦
- 2008年（平成20年）5月 - 第2回大会（さいたま市開催）【優勝】
- 2008年（平成20年）11月 - 第3回大会（川口市開催）【準優勝】
- 2009年（平成21年）5月 - 第4回大会（さいたま市開催）【優勝】
- 2010年（平成22年）11月 - 第7回大会（加須市開催）【3位】
- 2011年（平成23年）5月 - 第8回大会（さいたま市開催）【準優勝】
- 2011年（平成23年）11月 - 第9回大会（北本市開催）【4位】
- 2013年（平成25年）10月 - 第11回大会（飯能市開催）【入賞せず】
- 2015年（平成27年）3月 - 第12回大会（草加市開催）【入賞せず】

## 商品化
- 2008年（平成20年）11月18日(火)、サークルKサンクスが埼玉県内の店舗限定で「豆腐ラーメン」がレストラン大手門監修で商品化。第2回大会で優勝した際の副賞が、「サークルKサンクスの店舗で商品として販売する商品化権」だったためである。
- 2011年（平成23年）7月18日（月・祝）、寿がきや食品で全国発売の「全国麺めぐり さいたま豆腐（トーフ）ラーメン」がトーフラーメン幸楊監修で即席めん化。
- 2012年（平成24年）5月14日（月）、エースコックで全国発売の「B級グルメ探訪 埼玉県編 さいたま豆腐ラーメン」がレストラン大手門監修で即席めん化。
- 2014年（平成26年）1月、サンヨー食品でヤオコーの「サッポロ一番 B級御当地グルメ 埼玉豆腐ラーメン」がレストラン大手門監修で即席めん化。
- 2014年（平成26年）5月12日（月）、寿がきや食品で発売の「全国麺めぐり さいたま豆腐（トーフ）ラーメン」がトーフラーメン幸楊監修で再発売。
- 2016年（平成28年）10月10日（月）、ヤマダイ株式会社で「ニュータッチ 凄麺 さいたま豆腐ラーメン」がレストラン大手門監修で即席めん化。
- 2022年（令和4年）10月17日（月）、寿がきや食品で発売の「全国麺めぐり さいたま豆腐（トーフ）ラーメン」がトーフラーメン幸楊監修で再.再発売。